# Банги Мпоко
Международный аэропорт Банги Мпоко (англ. Aéroport international de Bangui M'Poko) — основной международный аэропорт Центральноафриканской Республики, расположен в семи километрах от Банги, столицы ЦАР. В 2004 году аэропорт обслужил 53 862 пассажира. В 2012 году средняя посещаемость аэропорта составила около 120 000 пассажиров, несмотря на максимальную вместимость 10 000 пассажиров.[1]
По состоянию на май 2014 года аэропорт был неофициальным лагерем беженцев для примерно 60 000 беженцев. В 2017 году аэропорт функционировал под контролем представителей авиации ООН.

## История

### Гражданская война
В 2013 году, спасаясь от захватчиков из группировки Селека, мирные жители искали защиту в аэропорту.
Так, на время гражданской войны аэропорт стал неофициальным лагерем беженцев для приблизительно 100 000 человек. Лагерь существовал больше трёх лет и прекратил существование в декабре 2016 года. За это время в нём родилось 5 600 детей.
Для урегулирования конфликта привлекались силы миротворцев из других стран — так Франция направила свои войска для защиты аэропорта.
Под защитой миротворцев был организован пункт в аэропорту, где Всемирная продовольственная программа раздавала продукты питания беженцам.

## Пассажиропоток
Данные из запроса в Викиданные.
| Year | Total passengers | Increase | Freight (tons) | Total aircraft movements |
| ---- | ---------------- | -------- | -------------- | ------------------------ |
| 2003 | 12,666           |          | 50             | 1,178                    |
| 2004 | 53,862           | 76.8%    | 105            | 3,871                    |
| 2005 | 52,854           | –0.4%    | 905            | 4,722                    |
| 2006 | 66,058           | 15.9%    | 2,152          | 5,609                    |
| 2007 | 97,633           | 37.2%    | 2,841          | 7,258                    |
| 2008 | 107,079          | 4.4%     | 2,885          | 7,049                    |

## Галерея
- Вывеска с названием аэропорта
- Перрон перед терминалом
- Вид на взлётную полосу аэропорта
- Лагерь беженцев на границе аэропорта, 19 января 2014